# Nanaimo Indijanci
Nanaimo (Snuneymuxw). –Pleme Salishan Indijanaca na istočnoj obali kanadskog otoka Vancouver u provinciji Britanska Kolumbija. Plemenska oblast leži oko Nanaimo Harbora i Nanoose Baya. Etnički oni su podijeljeni na Nanaimo vlastite i Snonowas, a srodni su nadalje Cowichan Indijancima. Godine 1906. izbrojan je 161 Nanaimo i tek 14 Snonowas (1916). 

## Ime
Ime Nanaimo došlo je od Snanaimux u značenju "people of Snonowas (Nanoose)", a po njima dobila ga je i luka koja egzistira na velikim depozitima lignita u njenoj blizini.

## Rodovi
Hodge navodi sljedeće Rodove: Anuenes, Koltsiowotl, Ksalokul, Tewetken i Yesheken.

## Vanjske poveznice
- Correct Definition Of The Word Nanaimo